# 向正義
向 正義（むかい まさよし）は日本の漫画家、イラストレーター。成年向けジャンルの作品において活動する。
成年向け漫画では珍しい、コミックス複数巻での長編連載作品「GUILTY SACRIFICE」「銀竜の黎明」などが代表作品である。

## 概要
1994年、コミックパピポで新人賞を経てデビュー。読み切りでは一風変わったキャラクターや捻ったオチ、長期連載ではファンタジー物や気の強いヒロインに潜むマゾヒズムを引き出して調教するといった作風が多い。
2007年12月号にてコミックパピポが休刊した後は、電撃PlayStationの付録冊子『電撃4コマ』のコーナーである「中原美少女通信」で男性キャラのイラストを描いていたが、2008年同コーナーの女性キャラを担当していた桜本ナオヒサが、有名イラストレーターの画集からトレースしていたことが判明。同コーナーは打ち切りになり、巻き添えの形で向も連載を失ってしまう。
その後の長期の活動停止期間を経て、2011年に同人誌の挿絵で活動を再開。2012年には、長年刊行されなかった「銀竜の黎明」完結編となる4巻が刊行された。
パピポ休刊後はイラストレーターの仕事だけを行っていたが、2015年より電子出版の形で自らの同人サークル「MM館」から「レティエスの導き」を発表、漫画家としての活動を再開した。同年の年末には、「銀竜の黎明」のノベライズ「銀竜の黎明 女剣士&女戦隊長、完堕る」が刊行され、自ら原作と表紙絵を担当し、2008年以来久しぶりに商業誌での活動を行った。

## 作品リスト

### 漫画作品
- フィジカル・メッセージ （1996.12 Xコミックス フランス書院）
- 背徳の彼方 （1998.08 Xコミックス フランス書院）
- 淫落遊戯 （1999.12 Xコミックス フランス書院）
- 真実の補完 （2001.05 Xコミックス フランス書院）
- GUILTY SACRIFICE 胎動編 （2002.12 Xコミックス フランス書院）
- GUILTY SACRIFICE 完結編 （2002.12 Xコミックス フランス書院）
- 銀竜の黎明 Vol.1 （2004.01 Xコミックス フランス書院）
- 銀竜の黎明 Vol.2 （2005.02 Xコミックス フランス書院）
- 銀竜の黎明 Vol.3 （2006.12 Xコミックス フランス書院）
- 銀竜の黎明 Vol.4 （2012.03 Xコミックス フランス書院）

### 小説挿絵
- ゴライアスの魔女　メリサ・デ・キリコの左手 （1996.07 小説・浦野健・ナポレオン文庫 フランス書院）
- 魔城伝説　光と闇のサーガ （1997.02 小説・浦野健・ナポレオン文庫 フランス書院）
- 魔辱の館　快楽に魅せられた少女たち （1997.09 小説・美風流司・ナポレオン文庫 フランス書院）
- スルトの魔剣１　二人の王女 （1999.10 小説・藤本芳行・ナポレオンXXノベルズ フランス書院）
- スルトの魔剣２　白き魔女ゲルダ （1999.10 小説・藤本芳行・ナポレオンXXノベルズ フランス書院）
- 独逸要塞の伯爵令嬢　美人少尉イリス （2001.11 小説・赤城梓・ナポレオンXXノベルズ フランス書院）
- 銀竜の黎明 女剣士&女戦隊長、完堕る （2015.12 小説・御堂乱・フランス書院文庫 フランス書院）※(表紙のみ・原作も担当)

### 同人誌
Palette Enterprise
- 九壱 (2011.5 Palette Enterprise・挿絵)
- MagicalGirl (2014.8 Palette Enterprise・挿絵)

MM館
- レティエスの導き Vol.1 (2015.2 MM館・漫画)
- レティエスの導き Vol.2 (2017.4 MM館・漫画)
- レティエスの導き Vol.3 (2017.12 MM館・漫画)
- レティエスの導き Vol.4 (2018.10 MM館・漫画)
- レティエスの導き Vol.5 (2019.5 MM館・漫画)
- レティエスの導き Vol.6 (2020.6 MM館・漫画)
- レティエスの導き Vol.7 (2021.3 MM館・漫画)
- レティエスの導き Vol.8 (2021.12 MM館・漫画)
- レティエスの導き Vol.9 (2023.6 MM館・漫画)
- レティエスの導き Vol.10 (2024.12 MM館・漫画)